# Baha Taher
Baha Taher (Il Cairo, 13 gennaio 1935 – Il Cairo, 27 ottobre 2022) è stato uno scrittore e traduttore egiziano.

## Biografia
Si laureò all'Università del Cairo e prima di dedicarsi alla scrittura viaggiò in vari paesi dell'Asia e dell'Africa e lavorò come traduttore per le Nazioni Unite.

## Premi e riconoscimenti

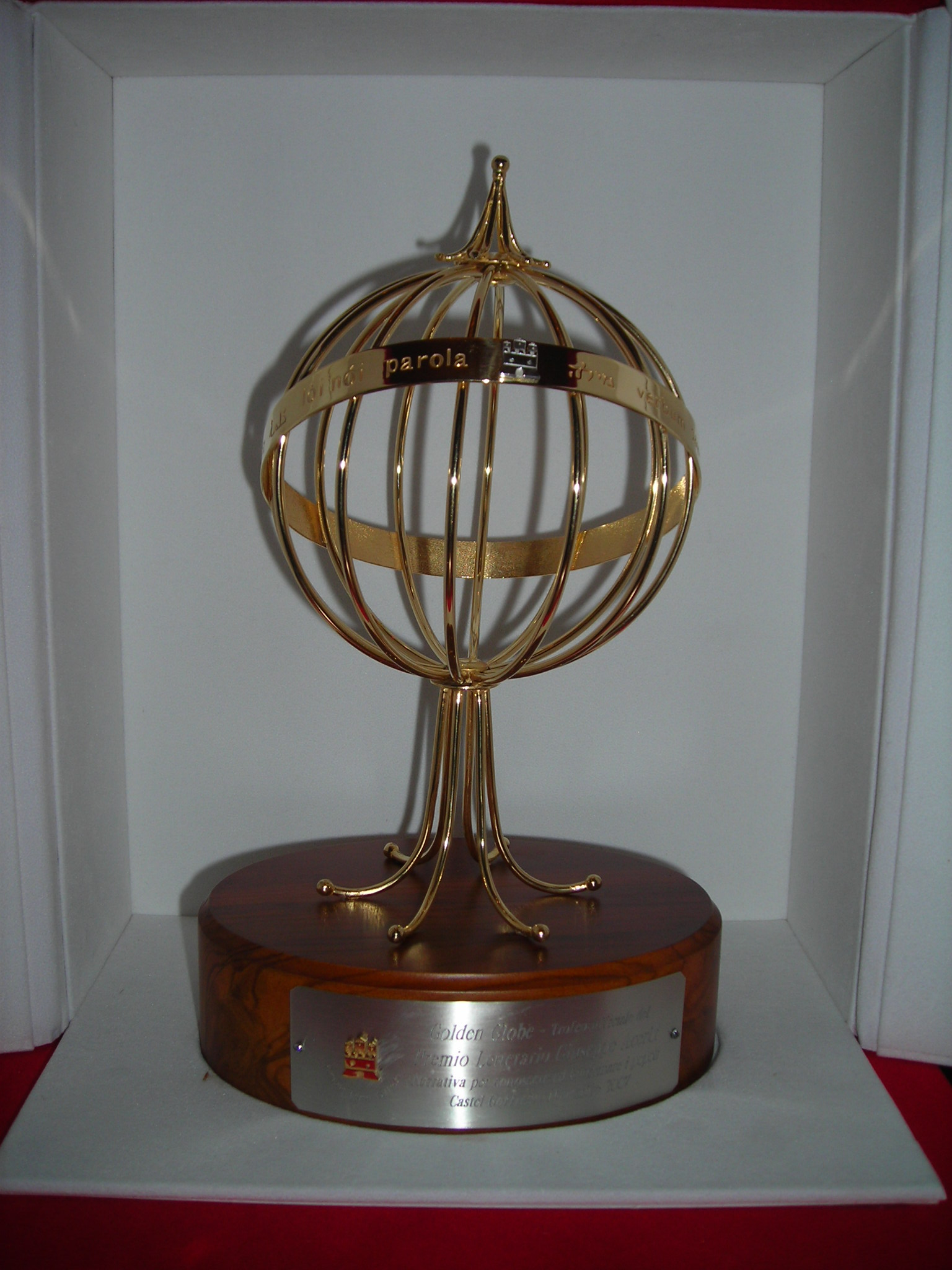
Premio letterario Giuseppe Acerbi.

Nel 2000 vinse il Premio letterario Giuseppe Acerbi con il romanzo Zia Safia e il monastero mentre nel 2008 ha vinto l'edizione inaugurale dell'International Prize for Arabic Fiction con il romanzo L'oasi del tramonto.

## Opere tradotte in italiano

### Romanzi
- Zia Safia e il monastero (Khalati Safia wa ad-dair, 1991), Roma, Jouvence, 1993 traduzione di Giuseppe Margherita ISBN 88-7801-217-3.
- Amore in esilio (al-Hubb fi al-manfa, 1995), Nuoro, Ilisso, 2008 traduzione di Paola Viviani ISBN 978-88-6202-018-3.
- L'oasi del tramonto (Wāhat al-gurūb, 2007), Villafranca Lunigiana, Cicorivolta, 2012 traduzione di Federica Pistono ISBN 978-88-97424-41-3.